# لاين (شركة)
شركة لاين  (بالإنجليزية: Line Corporation)‏، هي شركة يابانية مشتركة مع شركة نافير الكورية الجنوبية، أسست الشركة اليابانية سنة 2000، وتهتم شركة لاين بالبرامج الإلكترونية المتعلقة بالإنترنت.

## مرجع
1. ↑  وصلة مرجع: https://www.houjin-bangou.nta.go.jp/henkorireki-johoto.html?selHouzinNo=2011101089911.
2. 1 2  وصلة مرجع: https://www.z-holdings.co.jp/integrated-report/about/group.html.
3. 1 2  وصلة مرجع: https://www.z-holdings.co.jp/ja/ir/news/auto_20230712521002/pdfFile.pdf.
4. ↑  "LINE Corporation". LINE Corporation. مؤرشف من الأصل في 2014-08-25.